# Viktor Potočki
Viktor Potočki (* 27. März 1999 in Donja Stubica) ist ein kroatischer Radrennfahrer.

## Sportlicher Werdegang
Als Junior war Potočki Mitglied der Nationalmannschaft und startete bei Welt- und Europameisterschaften sowie im UCI Men Juniors Nations’ Cup. National wurde er 2017 sowohl Meister im Einzelzeitfahren als auch im Straßenrennen der Junioren.
Mit dem Wechsel in die U23 wurde Potočki 2018 Mitglied im slowenischen UCI Continental Team Ljubljana Gusto Santic. Im selben Jahr wurde er erstmals nationaler Meister im Straßenrennen in der Elite, 2021 und 2023 errang er zwei weitere Male den Titel. Zudem nahm er an den nationalen Meisterschaften im Cyclocross teil und errang dreimal in Folge den Titel. International erzielte er nach zweiten Plätzen beim Visegrád 4 Bicycle Race - GP Hungary und Giro del Belvedere in der Saison 2021, seinen ersten Sieg während der Serbien-Rundfahrt 2022, als er die zweite Etappe im Massensprint gewann.

## Erfolge
2016
- Kroatischer Meister – Straßenrennen (Junioren)

2017
- Kroatischer Meister – Straßenrennen (Junioren)
- Kroatischer Meister – Einzelzeitfahren (Junioren)

2018
- Kroatischer Meister – Straßenrennen
- Nachwuchswertung Serbien-Rundfahrt

2019
- Kroatischer Meister – Einzelzeitfahren (U23)

2020
- Kroatischer Meister – Einzelzeitfahren (U23)
- Kroatischer Meister – Cyclocross

2021
- Kroatischer Meister – Straßenrennen
- Kroatischer Meister – Cyclocross

2022
- eine Etappe und Punktewertung Serbien-Rundfahrt
- Kroatischer Meister – Cyclocross

2023
- Kroatischer Meister – Straßenrennen
- Kroatischer Meister – Cyclocross

2024
- Kroatischer Meister – Straßenrennen